# Bourget (Ontario)
Pour les articles homonymes, voir Bourget.
Bourget est un village de l'est de l'Ontario (Canada) qui fait partie de la cité de Clarence-Rockland dans les comtés unis de Prescott et Russell.
Il porte le nom d'Ignace Bourget, évêque de Montréal de 1841 à 1876. Le village comporte une forte proportion de francophones.
Au cours des années 1920, la coupe des forêts de pin blanc dans la région a laissé un grand espace sableux appelé le "désert de Bourget". Depuis ce temps, des millions d'arbres ont été plantés et l'endroit est désormais appelé la forêt Larose, nommée après son fondateur Ferdinand Larose, un agronome franco-ontarien.
Deux artères importantes traversent Bourget. L'une d'elles, la rue Russell (Chemin de Comté #2), est utilisée par les automobilistes se rendant au travail à Ottawa le matin depuis la région de l'est de l'Ontario. Le Chemin de Comté #8 lie Rockland au nord à Casselman au sud, qui devient ensuite la route 138 au sud de l'autoroute 417 menant vers Cornwall.
Bourget prend lentement de l'expansion. De nombreux projets de construction de logements prennent forme dans la partie septentrionale du village et le secteur des petites entreprises prend de plus en plus d'ampleur au cœur de Bourget.

## Culture locale et patrimoine

### Personnalité liée à Bourget
- Stephane Yelle, joueur de hockey.